# 大島祐哉
大島祐哉（日语：／ Ōshima Yūya，1994年3月5日—），日本男子桌球運動員。曾在2015年中國公開賽中連敗名將奧查洛夫及莊智淵，並在半決賽中以4:3負於馬龍，一舉成名。他與森薗政崇搭檔獲得2015年國際桌總職業巡迴賽年終總決賽男子雙打冠軍。

## 主要比賽最佳成績

### 單打
- 亞洲錦標賽：十六強（2015年）
- 世界巡迴賽：冠軍（2015年菲律賓公開賽）
- 夏季世界大學運動會：亞軍（2015年）

### 雙打
- 世界錦標賽：亞軍（2017年）
- 亞洲錦標賽：準決賽（2015年）
- 世界巡迴賽：冠軍（2014年捷克公開賽、2015年克羅埃西亞公開賽、2015年年終總決賽、2016年德國公開賽、2016年波蘭公開賽、2016年瑞典公開賽、2017年印度公開賽、2017年卡達公開賽、2017年年終總決賽）
- 夏季世界大學運動會：冠軍（2017年）

### 混雙
- 亞洲錦標賽：準決賽（2015年）

### 團體
- 亞洲錦標賽：亞軍（2015年）
- 夏季世界大學運動會：亞軍（2015年、2017年）